# Wario (personnage)
 (mai 2008).
Si vous disposez d'ouvrages ou d'articles de référence ou si vous connaissez des sites web de qualité traitant du thème abordé ici, merci de compléter l'article en donnant les références utiles à sa vérifiabilité et en les liant à la section « Notes et références ».
 (février 2025).
Wario (ワリオ) est un personnage de jeu vidéo créé par Hiroji Kiyotake en 1992 pour l'entreprise japonaise Nintendo. Wario est le double maléfique de Mario et son ennemi principal après Bowser et Donkey Kong. Il a été conçu comme le contraire du célèbre petit plombier à casquette rouge et salopette bleue. Il est apparu pour la première fois dans le jeu Super Mario Land 2: 6 Golden Coins. Il est connu pour sa cupidité, prouvée dans ses aventures contre les Pirates Cassonade et le capitaine Syrup.
Son nom provient du renversement du M, initiale de Mario. C'est aussi un jeu de mots en japonais, « warui » signifiant « méchant, mauvais ». On retrouve cette connotation négative en anglais, résonance de « war » signifiant « guerre ».
Tout d'abord le méchant du jeu, Wario est bientôt devenu un personnage à part entière, avec Wario Land sur Game Boy. Rendu plus attachant grâce à son côté grotesque, on le retrouve régulièrement en tant que personnage secondaire (Mario Kart: Double Dash!! ou Mario Party sur GameCube). On le retrouve aussi dans les jeux de la gamme Mario Sport ou dans d'autres jeux qui lui sont entièrement dédiés, notamment la série des Wario Ware. Ces derniers sont des compilations de mini-jeux aux accents un peu loufoques.
Une rivalité profonde l'oppose au plombier rouge, et il se met souvent en travers de la route de Mario dans l'espoir de le surclasser, que ce soit en volant son château (Super Mario Land 2: 6 Golden Coins), en se lançant dans une quête visant à retrouver avant lui la grande statue d'or de Peach volée par le Capitaine Syrup (Wario Land) ou bien dans de nombreux mini-jeux. Le principal trait de caractère du personnage est sa cupidité qui le pousse à aller au-devant de bien des dangers pour faire fortune. Généralement, les jeux où on l'incarne ont pour but premier de ramasser le maximum de pièces d'or afin d'obtenir le plus haut score possible.
Contrairement à Mario, Wario est souvent invulnérable contre les attaques qui lui sont portées, mais il n'en est pas immunisé pour autant : en effet, son corps subira des modifications selon les attaques, qui lui permettront de gagner des endroits inaccessibles autrement, ou bien de vaincre un ennemi plus facilement. On a pu le voir ainsi s'aplatir, devenir obèse, s'enflammer, se changer en boule de neige, en ressort, en zombie ou encore en chauve-souris. Son aliment fétiche est l'ail, qui décuple ses forces et lui rend des points de vie.
Wario possède deux objets fétiches : un grand sac avec un W bleu brodé dessus où il met les trésors qu'il pille et les pièces qu'il récupère pendant ses aventures (vu dans Wario Land 4 et dans Wario Land: The Shake Dimension), ainsi qu'un aimant, qu'il possède depuis qu'il est bébé (Yoshi's Island DS) (vu dans le jeu cité précédemment et Mario Super Sluggers, sorti uniquement au Japon et en Amérique).
À partir de 2000, avec la sortie de Mario Tennis, Wario est souvent vu en compagnie de Waluigi, le rival de Luigi.

## Physique

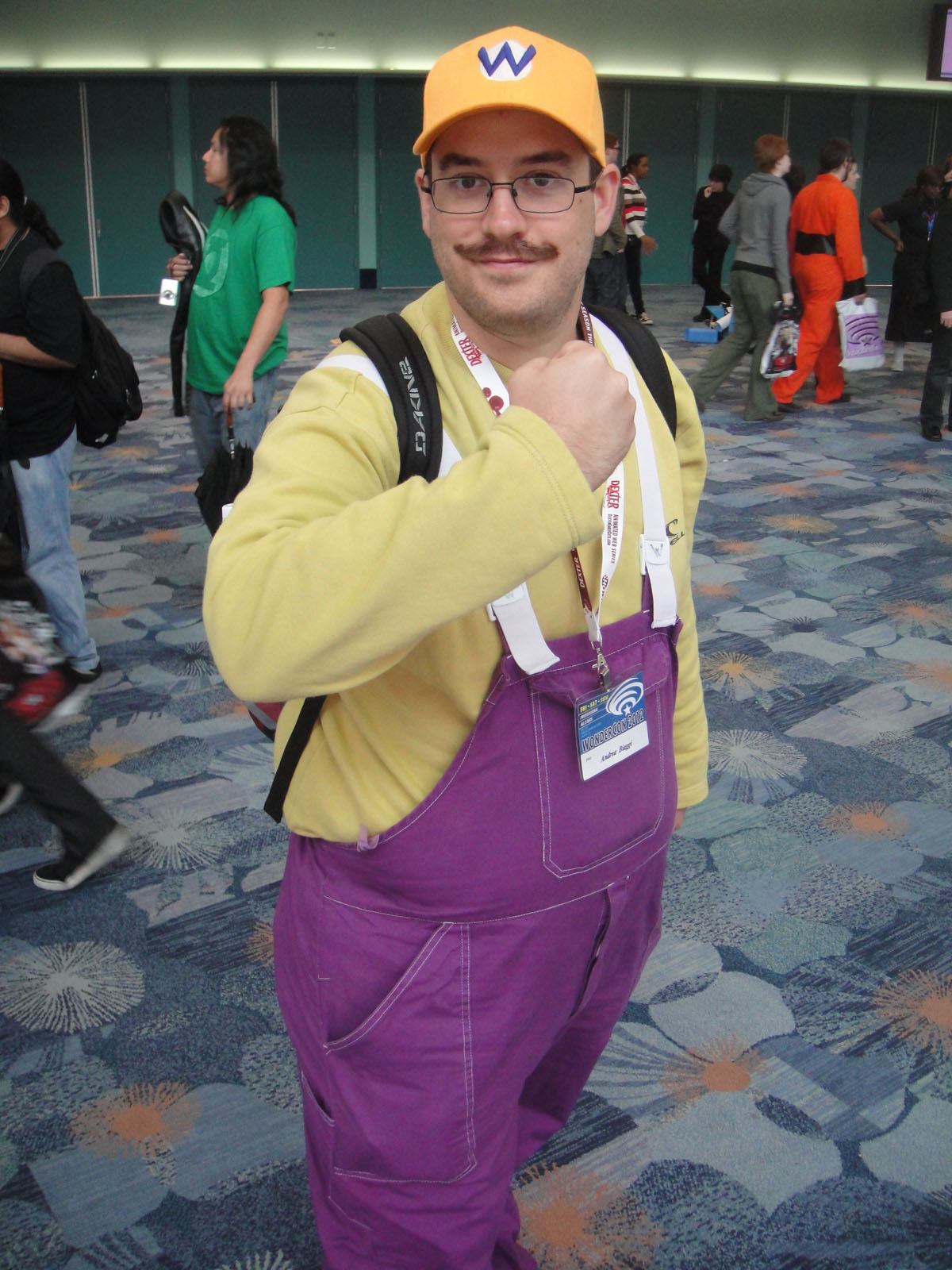
Cosplay de Wario.

Wario fait à peu près la même taille que Mario mais est cependant beaucoup plus gros (140 kg). Il a un nez rose foncé, rappelant la forme d'une gousse d'ail, des oreilles pointues et une moustache dont chaque côté forme plus ou moins un « W » pour Wario. Il est vêtu d'une salopette violette aux boutons argentés et d'une chemise jaune. Il porte une casquette jaune ornée d'un « W » bleu, ainsi que des babouches vertes. Son design a été choisi pour être à la fois une parodie et le contraire de Mario : le violet rappelle une salopette classique de Mario (la salopette rouge originaire du jeu de Donkey Kong, sur Arcade) mais en un peu plus sale, pour un résultat totalement inesthétique (le bleu-violet et le jaune sont deux couleurs opposées ou complémentaires sur le cercle chromatique).
Il a ensuite changé de style dans les jeux WarioWare. Il porte alors un casque jaune, orné d'une bande rouge au milieu, un « W » bleu sur le devant et des lunettes de motard. Les sangles de son casque pendent toujours car il ne les attache jamais. Il porte une veste en jean déchirée, deux mitaines de cuir jaunes, un tee-shirt bleu foncé, un pantalon rose.
Dans le manuel de Super Mario Land 2: 6 Golden Coins, il est dit que Wario a un problème de strabisme. Sa salopette y est aussi représentée rouge-orangé et non violet clair.

## Personnalité
Wario est rauque, indifférent, répulsif, arrogant, égoïste, gourmand, impitoyable, égocentrique, destructeur et antisocial. Il tombe dans la zone grise entre le héros et le méchant, commettant des actes d'héroïsme et de carnage scélérat, toujours en quête de richesse, de pouvoir, d'adulation et d'un peu de respect. Wario est également très fier, arrogant, et égoïste, vantant et fléchissant ses bras musclés. En outre, il est vengeur et méchant, comme toute course qu'il perd dans les courses de voiture lui a accusé ses pairs de tricher[pas clair]. Il est aussi en colère et désespéré, chassant et mutilant celui qui tente de voler ses trésors. Son corps quasiment indestructible, sa force semblable à celle d'un gorille, et son étonnante endurance font que peu de gens qui le croisent survivent indemnes.
En contraste direct avec Mario, qui est héroïque et gentil, Wario est incroyablement avare, paresseux, mal élevé et manipulateur. Il acceptera quelque chose seulement s'il y a une récompense d'impliqué (de préférence l'argent); il est facilement susceptible d'accepter des pots-de-vin. Il est extrêmement jaloux de la renommée de Mario, et a souvent essayé de voler assez de richesse pour se faire aimer comme Mario. Alors qu'il a été riche à certains moments (au point de posséder son propre château géant plein de pièces d'or plus d'une fois), habituellement ses « histoires » semblent aller mal. Selon une histoire comique publiée dans Nintendo Power, la raison pour laquelle Wario agit comme il le fait est parce que Mario l'a intimidé quand ils étaient jeunes. Wario a particulièrement détesté jouer aux cow-boys, parce qu'il était presque toujours le voleur de bétail que le shérif, joué par Mario, devait arrêter : Wario perdant contre Mario de toute façon. Cependant, les canons de la bande dessinée sont discutables, bien que plusieurs profils de Wario dans les jeux de sport impliquent qu'il a connu Mario dans son enfance.
Wario a souvent été pris pour le cousin de Mario. Cependant, il s'agit d'une erreur.

## Évolution du personnage

### Super Mario Land 2: 6 Golden Coins
Wario apparaît pour la première fois sous la forme d'un usurpateur doté de pouvoirs magiques immenses : il a envouté tous les habitants du Mario Land et bloque l'entrée du Château de Mario avec l'aide des fameuses 6 pièces d'or qu'il disperse dans tout le Mario Land. Lorsque Mario finit par le vaincre, Wario se transforme en Petit Wario et s'enfuit...

### Super Mario Land 3: Wario Land
Wario, ayant appris qu'une bande de pirates avait volé une statue d'or de Peach, décide de se mettre en route sur le repaire des pirates à l'île Cuisine afin de retrouver la statue avant Mario et de demander une rançon à la princesse Peach. Wario a d'autres projets : il rêve de posséder un château mais les circonstances après qu'il bat le chef des pirates : Capitaine Syrup ; font qu'il obtient d'une cage d'oiseau à une planète.

### Virtual Boy: Wario Land
Wario se repose dans une jungle appelée Awazon et découvre de mystérieuses créatures portant des coffres qui passent derrière une cascade. Décidant de les suivre, il découvre une salle remplie de trésors; après avoir maîtrisé les gardes, il déclenche malencontreusement le système d'alarme et tombe dans un trou. Après une longue chute, il doit récupérer le maximum de trésors qui permettent d'ouvrir la salle: Chat, Vase, Poulet, Montre d'or, Robe, Pomme d'or, Bateau, Cheval, Robot et Stylo. C'est un personnage très apprécié.

### Wario Land 2
Wario après sa victoire sur les pirates se repose dans son château flambant neuf : profitant de son sommeil, les pirates volent son argent, ouvrent les robinets et enclenchent l'alarme. D'ici, plusieurs scénarios sont possibles :
- Wario se réveille : détruit l'alarme, ferme les robinets et évacue l'eau avant de se rendre compte que son argent a été volé. Il poursuit les pirates à travers les caves puis toute l'île cuisine.
- Wario reste endormi et les pirates le font transporter jusqu'à l'extérieur du château. Se réveillant enfin : il se rend compte que son château a été volé par le capitaine Syrup et fonce récupérer ses terres.

### Wario Land 3
Wario lors d'une balade en avion s'écrase, puis en cherchant un abri tombe dans une grotte et découvre une boîte à musique. En voulant la faire marcher, il se fait aspirer par la boîte à musique et se voit confier la mission de trouver 5 boîtes à musique magiques par un fantôme dans le monde qu'est la boîte à musique.

### Wario Land 4
Wario apprend par un journal qu'une pyramide contenant des trésors fabuleux a été découverte : il décide d'aller à la pyramide afin de voler ces trésors. Il découvre qu'il doit passer par plusieurs mondes (Saphir; Topaze, Émeraude et Rubis) avant d'accéder à la pyramide en or qui contient le trésor. Ce fut la première fois qu'a été vue la Wario-mobile, la décapotable mauve de Wario, qui sera son véhicule dans Mario Kart Double Dash!!

### Wario World
Wario a enfin fini de construire le château de ses rêves. Hélas, il ignore que parmi ses trésors se trouve un joyau noir maléfique qui est en train d'engloutir les autres trésors, grossissant à vue d'œil et crachant des monstres. Comme si cela ne suffisait pas, le joyau crée son propre royaume en transformant le monde de Wario. Fermement décidé à retrouver son château, Wario part à la chasse du joyau noir.

### Wario Land: The Shake Dimension
On ne sait pas vraiment si Wario a perdu son château mais on le retrouve en train de dormir dans sa voiture. Recevant un cadeau du capitaine Syrup, il a la surprise de voir un elfe sortir d'une sorte de télescope pointant sur un globe de pierre. Écoutant sans grand intérêt l'histoire du Merlufe (le nom des Elfes), il décide de le suivre lorsqu'il apprend que l'usurpateur du royaume du Merlufe possède le sac de pièces sans fond: un sac qui ne cesse de cracher des pièces lorsqu'on le secoue.

## Pouvoirs et capacités
Wario est doté d'une force extrême qu'il entretient même pendant ses aventures (Wario Land 4), on l'a vu soulever des colonnes et des têtes à son effigie (Wario World), briser des rochers (Wario Land 1, 2, 3, 4) faire valser des ennemis avec son coup d'épaule (Tous les jeux de Wario)... Wario n'est pas vraiment doué pour les missions d'habileté (Mario et Sonic aux jeux olympiques), mais il compense avec sa force et son endurance. Tout le contraire son ami Waluigi qui est plutôt faible mais d'une souplesse incroyable. Cette force semble due à la grande consommation d'ail de Wario et ce dernier devient Wario-Man, un super-héros à la force inimaginable.
Wario est immunisé contre certaines attaques : cela ne veut pas dire qu'il est immortel mais la plupart des attaques de ses nombreux ennemis le métamorphose :
- Wario Plat : Lorsque Wario est écrasé par une masse, il est aplati et peut passer sous les passages étroits.
- Wario Flamme : Lorsque Wario est touché par une flamme d'un ennemi, il commence à courir et change de direction lorsqu'il rencontre un mur : il devient une flamme humaine et peut briser les blocs flammes.
- Wario Glace : Lorsque Wario est touché par une attaque de glace d'un ennemi, il se fige et glisse dans la direction de l'attaque : sous cette forme, il peut briser des blocs.
- Wario Gros : Lorsque Wario mange un projectile de nourriture ennemi ; il devient obèse et peut casser les ponts fragiles en sautant dessus.
- Wario Zombie : Lorsque Wario est touché par un zombie, il se transforme en zombie et peut traverser les ponts en sautant dessus.
- Wario Vampire : Lorsque Wario est touché par une chauve-souris, il devient un vampire et peut voler.
- Wario à ressort : Lorsque Wario est frappé par un ennemi à marteau, il devient un ressort vivant, ce qui lui permet de bondir très haut.
- Wario Gonflé : Lorsque Wario est piqué par une abeille, sa tête gonfle, ce qui lui permet de s'envoler, tel un ballon.
- Crazy Wario : Lorsque Wario est intoxiqué, il commence à tituber et peut éructer le gaz toxique qu'il a respiré sur ses ennemis (Dans la version japonaise, ce n'est pas un fumigène mais une bière qui est à l'origine de cette transformation).

Wario devient dans le jeu Wario: Master of disguise le maître des déguisements ; il peut se transformer sous 8 formes :
- Wario Voleur : Le déguisement de base : sous cette forme, Wario peut courir plus vite, sauter plus haut et peut utiliser l'attaque « éclair »
- Wario Cosmique : Le premier déguisement que l'on vole : Wario peut sauter encore plus haut et tirer des rayons laser avec son pistolet.
- Wario Artiste : Ce déguisement permet à Wario de donner vie à ce qu'il dessine: projectiles, blocs, portes de téléportation et points de vie.
- Wario Savant : Il peut voir tous les passages secrets avec son casque et peut donner un coup de gant de boxe.
- Wario Matelot : La forme sous-marin de Wario, il peut flotter sur l'eau, avancer rapidement dans celle-ci et envoyer des torpilles.
- Wario Dragon : Crache des flammes, bleues et rouges. Sous cette forme, il est plus lent et saute moins haut.
- Wario Électrique : Il peut utiliser l'électricité pour éclairer une pièce ou attaquer.
- Wario démon : Il peut voler en soufflant dans le micro.

En plus de son physique surhumain, Wario a un esprit aiguisé, il peut construire une machine du temps, diriger une usine de mini-jeux, et asservir tout le monde dans son voisinage et régner sur le Royaume Champignon quand Mario était absent. Dans Super Mario 64 DS, il est le plus fort des quatre personnages jouables mais aussi le plus lent et saute moins haut. Avec une fleur de puissance, il est recouvert de métal, il est invulnérable aux attaques et peut marcher au fond de l'eau.

## Lieux portant le nom de Wario
De nombreux lieux et jeux portent le nom de Wario :
- Château de Wario (Wario's castle)
- Pays de Wario (Wario Land)
- Les Bois de Wario (Wario's Woods)
- Le Palais de Wario (Wario's Palace)
- Le Stade Wario (Mario Kart 64, Mario Kart DS)
- L'Arène Wario (Mario Kart : Double Dash)
- La Mine Wario (Mario Kart Wii)
- Le Galion de Wario (Mario Kart 7)
- L'Usine Wario (Mario Slam Basketball, Mario Sports Mix et Mario Power Tennis)
- Le nom anglais du circuit Mont Enneigé : Mount Wario (Mario Kart 8)

## Bébé Wario
Représentation de Wario dans sa plus tendre enfance, Bébé Wario apparait pour la première fois dans Yoshi's Island DS. Armé d'un aimant attirant les pièces ou les blocs d'acier, il cherche dès son plus jeune âge à satisfaire sa cupidité.

## Jeux
| 1992 | Super Mario Land 2: 6 Golden Coins |
| 1993 | Mario and Wario                    |
| 1994 | Wario Land: Super Mario Land 3     |
| 1994 | Wario's Woods                      |
| 1994 | Wario Blast                        |
| 1995 | Virtual Boy Wario Land             |
| 1996 |                                    |
| 1997 |                                    |
| 1998 | Wario Land II                      |
| 1999 |                                    |
| 2000 | Wario Land 3                       |
| 2001 | Wario Land 4                       |
| 2002 |                                    |
| 2003 | Wario World                        |
| 2003 | WarioWare, Inc.: Minigame Mania    |
| 2004 | WarioWare: Twisted!                |
| 2004 | WarioWare: Touched!                |
| 2005 |                                    |
| 2006 | WarioWare: Smooth Moves            |
| 2007 | Wario: Master of Disguise          |
| 2008 | Wario Land: The Shake Dimension    |
| 2008 | WarioWare: Snapped!                |
| 2009 | WarioWare: D.I.Y.                  |
| 2010 |                                    |
| 2011 |                                    |
| 2012 |                                    |
| 2013 | Game and Wario                     |
| 2014 |                                    |
| 2015 |                                    |
| 2016 |                                    |
| 2017 |                                    |
| 2018 | WarioWare Gold                     |
| 2019 |                                    |
| 2020 |                                    |
| 2021 | WarioWare: Get It Together!        |
| 2022 |                                    |
| 2023 | WarioWare: Move It!                |

### Premières apparitions
Lors de ses premières apparitions, Wario s'oppose à Mario et tient le rôle du "méchant"
- Super Mario Land 2: 6 Golden Coins - GB, 1992 - Introduction
- Mario and Wario - SNES, 1993 - Sorti seulement au Japon
- Wario's Woods - NES / SNES, 1994
- Wario Blast: Featuring Bomberman! - GB, 1994 - crossover entre Wario et Bomberman

### Personnage principal
- Série Wario Land
  - Wario Land: Super Mario Land 3 - GB, 1994 - Première apparition comme personnage jouable
  - Virtual Boy Wario Land - VB, 1995
  - Wario Land II - GB, 1998 et GBC, 1999
  - Wario Land 3 - GBC, 2000
  - Wario Land 4 - GBA, 2001
  - Wario Land: The Shake Dimension - Wii, 2008
- Série WarioWare
  - WarioWare, Inc. : Mega Mini-Jeux - GBA, 2003
  - WarioWare, Inc.: Mega Party Game$ - GC, 2003
  - WarioWare: Twisted! - GBA, 2004
  - WarioWare: Touched! - DS, 2004
  - WarioWare: Smooth Moves - Wii, 2006
  - WarioWare: Snapped! - DSi, 2008
  - WarioWare: D.I.Y. - DS, 2009
  - WarioWare Gold - 3DS, 2018
  - WarioWare: Get It Together! - Switch, 2021
  - WarioWare: Move It! - Switch, 2023
- Autres
  - Wario World - GC, 2003
  - Wario: Master of Disguise - DS, 2007
  - Game and Wario - Wii U, 2013

### Spin-off
- Série Mario Kart
  - Mario Kart 64 - N64, 1996
  - Mario Kart: Super Circuit - GBA, 2001
  - Mario Kart: Double Dash!! - GC, 2003
  - Mario Kart Arcade GP - Arcade, 2005
  - Mario Kart DS - DS, 2005
  - Mario Kart Arcade GP 2 - Arcade, 2007
  - Mario Kart Wii - Wii, 2008
  - Mario Kart 7 - 3DS, 2011
  - Mario Kart Arcade GP DX - Arcade, 2013
  - Mario Kart 8 - Wii U, 2014
  - Mario Kart 8 Deluxe - Switch, 2017
  - Mario Kart Tour - iOS/Android, 2019
  - Mario Kart World - Switch 2, 2025
- Série Mario Party
  - Mario Party - N64, 1998
  - Mario Party 2 - N64, 1999
  - Mario Party 3 - N64, 2000
  - Mario Party 4 - GC, 2002
  - Mario Party 5 - GC, 2003
  - Mario Party 6 - GC, 2004
  - Mario Party 7 - GC, 2005
  - Mario Party 8 - Wii, 2007
  - Mario Party DS - DS, 2007
  - Mario Party 9 - Wii, 2012
  - Mario Party: Island Tour - 3DS, 2013
  - Mario Party 10 - Wii U, 2015
  - Mario Party: Star Rush - 3DS, 2016
  - Mario Party: The Top 100 - 3DS, 2017
  - Super Mario Party - Switch, 2018
  - Mario Party Superstars - Switch, 2021
  - Super Mario Party Jamboree - Switch, 2024
- Série Mario Golf
  - Mario Golf - N64 et GBC, 1999
  - Mario Golf: Toadstool Tour - GC, 2003
  - Mario Golf: Advance Tour - GBA, 2004
  - Mario Golf: World Tour - 3DS, 2014
  - Mario Golf: Super Rush - Switch, 2021
- Série Mario Tennis
  - Mario Tennis - N64 et GBC, 2000
  - Mario Power Tennis - GC, 2004
  - Mario Tennis: Power Tour - GBA, 2005
  - Mario Tennis Open - 3DS, 2012
  - Mario Tennis: Ultra Smash - Wii U, 2015
  - Mario Tennis Aces - Switch, 2018
- Série Super Smash Bros.
  - Super Smash Bros. Brawl - Wii, 2008
  - Super Smash Bros. for Nintendo 3DS / for Wii U - Wii U et 3DS, 2014
  - Super Smash Bros. Ultimate - Switch, 2018
- Série Mario et Sonic aux Jeux Olympiques
  - Mario et Sonic aux Jeux olympiques - Wii, 2007 et DS, 2008
  - Mario et Sonic aux Jeux olympiques d'hiver - Wii et DS, 2009
  - Mario et Sonic aux Jeux olympiques de Londres 2012 - Wii, 2011 et 3DS, 2012
  - Mario et Sonic aux Jeux olympiques d'hiver de Sotchi 2014 - Wii U, 2013
  - Mario et Sonic aux Jeux olympiques de Rio 2016 - 3DS, Wii U et arcade, 2016
  - Mario et Sonic aux Jeux olympiques de Tokyo 2020 - Switch, 2019 et arcade, 2020
- Série Dr. Mario
  - Dr. Mario 64 - N64, 2001
  - Dr. Mario World - iOS/Android, 2019
- Série Mario Strikers
  - Mario Smash Football - GC, 2005
  - Mario Strikers Charged Football - Wii, 2007
  - Mario Strikers: Battle League Football - Switch, 2022
- Autres
  - Super Mario 64 DS - DS, 2004
  - Dancing Stage Mario Mix - GC, 2005
  - Mario Superstar Baseball GC, 2005
  - New Super Mario Bros. - DS, 2006
  - Mario Slam Basketball - DS, 2006
  - Super Mario Stadium Baseball - Wii, 2008
  - Mario Sports Mix - Wii, 2010
  - Mario Sports Superstars - 3DS, 2017

### Caméos

#### Jeux vidéo
- Densetsu no Stafy 3 (en) - GBA, 2004 - Dans le monde 8 du jeu, Wario assiste Stafy pour qu'il puisse finir le niveau.
- Pilotwings 64 - N64, 1996 - La tête de Wario apparaît sur le Mont Rushmore si on tire plusieurs fois sur la tête de Mario, où si l'on s'écrase dessus.
- Super Smash Bros. Melee - GC, 2001 - Un des costumes de Mario est aux couleurs de Wario et on peut gagner le trophée de Wario.
- Game and Watch Gallery 2 - GBC, 1998 - Dans un des six jeux, Wario remplace Mario au bout de trois échecs.
- Game and Watch Gallery 3 - GBC, 1999 - Dans le remix du jeu Mario Bros., il livre en camion les tartes aux fraises acheminées par les deux plombiers. Il apparait également dans le « Sound Test »,
- Game and Watch Gallery 4 - GBA, 2002 - Wario remplace Mr. Game and Watch dans des jeux remixés.
- Paper Mario : La Porte Millénaire - GC, 2004 - Le badge Emblème W change les vêtements de Mario en vêtements de Wario.
- Mario + The Lapins Crétins: Kingdom Battle - Switch, 2017 - le dernier monde voit un combat contre un Lapin crétin déguisé en Wario nommé Bwario, accompagné par un gros Lapin crétin déguisé en Waluigi nommé Bwaluigi.

## Dans la sérieSuper Smash Bros.

### DansSuper Smash Bros. Brawl
Jusque-là trophée dans la série, Wario devient un personnage à part entière de type poids moyen. Ses coups sont assez extravagants (coup de fesse, tourne la tête en bas, roule sur son dos ou encore pète).
Comme tous les personnages, Wario a ses coups spéciaux :
- Coup Spécial Normal (bouton B)= Miam-Miam : Wario ouvre grand la bouche pour croquer un adversaire ou avaler un objet (les objets explosifs lui font 6 % de dégâts). Contrairement à Kirby avaler un adversaire ne lui donnera pas ses attributs, mais appuyer sur B infligera des dégâts supplémentaires à la cible.
- Coup Spécial Côté (Bouton B + Joystick vers la gauche ou la droite) = Wario Bike (d'abord nommé Chopper Wario) : Wario fait apparaitre sa moto et grimpe dessus, fonçant sur ses ennemis. Il dispose également d'une nouvelle moquerie et peut faire une roue arrière. Il est le seul à pouvoir la monter mais tout le monde peut s'en servir comme objet à lancer. Le joueur ne dispose que d'une moto (une par Wario sur le terrain) mais peut la démolir en lui infligeant une certaine quantité de dégâts pour récupérer les roues et les envoyer sur les autres joueurs. Wario peut également avaler sa monture, pour le fun. C'est le mouvement qui charge le mieux le « Vent Wario ».
- Coup Spécial Haut (Bouton B + Joystick vers le haut) = Tire-Bouchon : Wario saute et tournoie, les bras vers le ciel et les doigts en W. Cette technique peut servir de moyen de revenir sur le terrain, la disparition de l'écran étant le seul moyen d'être K.O.
- Coup Spécial Bas (Bouton B + Joystick en bas) = Vent Wario : Wario pète. Si vous ne le chargez pas (en début de partie par exemple), ce pet fait tomber les ennemis sur les fesses. Ce coup se charge automatiquement avec le temps. Plus il est chargé et plus le pet est puissant ; si Wario clignote en brun, le pet une fois déclenché entrainera une explosion surpuissante. Il est déconseillé d'utiliser cette technique sur une plate-forme en hauteur ou pendant un grand saut car le pet chargé au maximum catapultera Wario en dehors de l'écran, entrainant un KO. Cet inconvénient peut toutefois devenir une qualité si utilisée pendant une chute car elle permet de retourner sur le terrain.
- Final Smash (balle Smash + Bouton B) = Wario-Man : Wario prend une gousse d'ail et devient Wario-Man. Ses coups et sa vitesse sont améliorés et il devient invincible. Deux problèmes s'imposent sous cette forme : sa courte durée et la moto file tellement vite que l'éjection est quasi inévitable.

En plus d'être jouable, Wario possède, comme les autres combattants, 6 costumes mais est jouable en plus avec 6 autres costumes basés sur sa salopette, ce qui fait de lui le personnage ayant le plus de tenues alternatives du jeu.

#### Dans l'Émissaire subspatial
Tabbou a construit l'armée subspatiale en manipulant Créa-Main avec ses Chaines de Lumières (et par la même occasion, se faisant passer pour lui) et recrutant Ganon, Bowser, Mr Game and Watch (il ne sait pas distinguer le bien et le mal) et Wario, chacun (à l'exception de Mr Game and Watch, qui produira la Matière d'ombre) ont reçu une arme, le Canon Obscur, capable de réduire les combattants à l'état de trophée. Mais Wario s'est engagé uniquement pour cette fameuse arme, histoire de, comme toujours, tracer son chemin. On le voit la première fois dans le premier niveau où il tirera sur Peach (ou Zelda, cela dépendra du choix fait lors du combat précédent la scène) et filera. On le revoit dans le zoo abandonné où il tente de descendre Ness et Lucas après leur combat contre Porky. Il s'attaquera à Ness qui évitera ses tirs mais l'enfant va se sacrifier pour sauver Lucas que Wario vise. Lucas parviendra à lui échapper.
Il réapparait dans les plaines en train d’accaparer un Luigi changé en trophée, mais il tombe un piège du Roi Dadidou envoyant ses Waddle Dee bousculer Wario puis récupérer Luigi dans le cargo anti-gravité de Wario qui, après cette humiliation se dirige vers les ruines. Il y retrouvera Lucas devant l'entrée qui cette fois-là est avec le Dresseur de Pokémon. Lucas sera terrifié en se souvenant de leur dernière rencontre, souvenir qui va transformer sa peur en haine, Lucas et Red (nom du Dresseur dans le jeu dont il est issu) le vaincront et le laisseront sur place. Son trophée sera aspiré par l'explosion subspatiale déclenchée par Galéon lors de son auto-destruction. Le joueur aura alors le choix de récupérer le trophée de Wario dans l'univers subspatial, ce qui permettra de jouer avec lui et déclenchera une cinématique bonus:
À l'entrée du Grand Labyrinthe, Wario revenu à la vie envoie un coup de pied au roi DaDiDou pour le défier et se venger du vol de son cargo. Wario découvrira avec étonnement (sa mâchoire s'en décrochera) que Luigi et Ness sont eux aussi réanimé (grâce aux badge-sablier de DaDiDou qui permet, après un certain temps, de détransformer le trophée porteur du badge). Les trois héros se lanceront à l'assaut de l'escalier menant au Grand Labyrinthe, Wario s'y jettera et rejoindra les autres pour vaincre Tabbou.

### DansSuper Smash Bros. for Nintendo 3DS / for Wii U
Wario refait son apparition en tant que personnage jouable de la série dans Super Smash Bros. for Nintendo 3DS / for Wii U. Alors qu'il est disponible dès le début du jeu dans Brawl, il devient un des douze personnages à débloquer dans ces versions.

## Autres
- Wario apparait dans le Imaginationland : Épisode 3, un épisode de la série South Park, au milieu d'autres méchants imaginaires.
- Tonzra, un personnage de la série animée japonaise Yatterman, ressemble beaucoup à Wario.